# みやこステークス
みやこステークスは、日本中央競馬会（JRA）が京都競馬場で施行する中央競馬の重賞競走（GIII）である。
競走名の「みやこ」は、その国の中央政府の所在地。日本においては京都が長くその地であったため、京都を指して呼ばれることが多い。
正賞は地方競馬全国協会理事長賞。JRA重賞競走における平仮名の競走名は当競走ときさらぎ賞及びしらさぎステークスの3つである。

## 概要
ジャパンカップダート（2014年よりチャンピオンズカップに改称）の前哨戦として2010年に新設された、3歳以上の馬による重賞競走。前年まで京都競馬場のダート1800mで行われていたオープン特別「トパーズステークス」を重賞に格上げのうえ、競走名を変更して新設された。2014年より、本競走の1着馬にはチャンピオンズカップの優先出走権が与えられる。
日本グレード格付け管理委員会が定める基準を満たしていたため、初年度からGIIIに格付けされた。
創設時から地方競馬所属馬・外国馬がともに出走可能となっている。
2018年は第18回JBC競走が京都競馬場で開催されたため、本競走は休止された。

### 競走条件
以下の内容は、2024年現在のもの。
出走資格：サラ系3歳以上
- JRA所属馬
- 地方競馬所属馬（4頭まで）
- 外国調教馬（優先出走）

負担重量：別定
- 3歳55kg、4歳以上57kg、牝馬2kg減
  - 2020年11月7日以降のGI競走（牝馬限定競走を除く）1着馬3kg増、牝馬限定GI競走またはGII競走（牝馬限定競走を除く）1着馬2kg増、牝馬限定GII競走またはGIII競走（牝馬限定競走を除く）1着馬1kg増
  - 2020年11月6日以前のGI競走（牝馬限定競走を除く）1着馬2kg増、牝馬限定GI競走またはGII競走（牝馬限定競走を除く）1着馬1kg増（2歳時の成績を除く）

### 賞金
2024年の1着賞金は3800万円で、以下2着1500万円、3着950万円、4着570万円、5着380万円。

## 歴史
- 2010年 - 前年まで行われていた「トパーズステークス」を重賞（GIII）に昇格、名称を「みやこステークス」に変更[5]。
- 2014年 - この年から1着馬にチャンピオンズカップの優先出走権を付与[5]。
- 2018年 - 京都競馬場でのJBC競走開催のため休止[7]。
- 2020年 - 京都競馬場の改修工事に伴う開催日割の変更のため阪神競馬場で施行[10]（2021年・2022年も同様）。

### 歴代優勝馬
コース種別を表記していない距離は、ダートコースを表す。
| 回数   | 施行日        | 競馬場 | 距離  | 優勝馬             | 性齢 | タイム | 優勝騎手   | 管理調教師 | 馬主                     |
| ------ | ------------- | ------ | ----- | ------------------ | ---- | ------ | ---------- | ---------- | ------------------------ |
| 第1回  | 2010年11月7日 | 京都   | 1800m | トランセンド       | 牡4  | 1:49.8 | 藤田伸二   | 安田隆行   | 前田幸治                 |
| 第2回  | 2011年11月6日 | 京都   | 1800m | エスポワールシチー | 牡6  | 1:48.4 | 佐藤哲三   | 安達昭夫   | 友駿ホースクラブ         |
| 第3回  | 2012年11月4日 | 京都   | 1800m | ローマンレジェンド | 牡4  | 1:49.6 | 岩田康誠   | 藤原英昭   | 太田美實                 |
| 第4回  | 2013年11月3日 | 京都   | 1800m | ブライトライン     | 牡4  | 1:49.2 | 福永祐一   | 鮫島一歩   | （株）ノースヒルズ       |
| 第5回  | 2014年11月9日 | 京都   | 1800m | インカンテーション | 牡4  | 1:50.2 | 大野拓弥   | 羽月友彦   | （有）ターフ・スポート   |
| 第6回  | 2015年11月8日 | 京都   | 1800m | ロワジャルダン     | 牡4  | 1:47.8 | 浜中俊     | 戸田博文   | （有）社台レースホース   |
| 第7回  | 2016年11月6日 | 京都   | 1800m | アポロケンタッキー | 牡4  | 1:50.1 | 松若風馬   | 山内研二   | アポロサラブレッドクラブ |
| 第8回  | 2017年11月5日 | 京都   | 1800m | テイエムジンソク   | 牡5  | 1:50.1 | 古川吉洋   | 木原一良   | 竹園正繼                 |
| 第9回  | 2019年11月3日 | 京都   | 1800m | ヴェンジェンス     | 牡6  | 1:49.1 | 幸英明     | 大根田裕之 | 宮川純造                 |
| 第10回 | 2020年11月8日 | 阪神   | 1800m | クリンチャー       | 牡6  | 1:49.9 | 川田将雅   | 宮本博     | 前田幸治                 |
| 第11回 | 2021年11月7日 | 阪神   | 1800m | メイショウハリオ   | 牡4  | 1:50.8 | 浜中俊     | 岡田稲男   | 松本好雄                 |
| 第12回 | 2022年11月6日 | 阪神   | 1800m | サンライズホープ   | 牡5  | 1:51.6 | 幸英明     | 羽月友彦   | 松岡隆雄                 |
| 第13回 | 2023年11月5日 | 京都   | 1800m | セラフィックコール | 牡3  | 1:50.9 | M.デムーロ | 寺島良     | （有）キャロットファーム |
| 第14回 | 2024年11月3日 | 京都   | 1800m | サンライズジパング | 牡3  | 1:49.7 | 鮫島克駿   | 音無秀孝   | （株）ライフハウス       |

### 2009年までの優勝馬（トパーズステークス）
コース種別を表記していない距離は、ダートコースを表す。
優勝馬の馬齢は、2000年以前も現行表記に揃えている。
| 施行日         | 競馬場 | 距離    | 条件     | 優勝馬             | 性齢 | タイム | 優勝騎手   | 管理調教師 | 馬主                     |
| -------------- | ------ | ------- | -------- | ------------------ | ---- | ------ | ---------- | ---------- | ------------------------ |
| 1983年11月12日 | 京都   | 芝1400m | オープン | ニホンピロウイナー | 牡3  | 1:22.6 | 河内洋     | 服部正利   | 小林百太郎               |
| 1984年11月25日 | 京都   | 芝2000m | オープン | ロングレザー       | 牝3  | 2:04.6 | 河内洋     | 長浜彦三郎 | 中井長一                 |
| 1985年11月24日 | 京都   | 芝2000m | オープン | ロイヤルコスマー   | 牝3  | 2:05.2 | 田原成貴   | 浅見国一   | 内田敦子                 |
| 1986年11月23日 | 京都   | 芝2000m | オープン | スズタカヒーロー   | 牡4  | 2:01.7 | 丸山勝秀   | 坂口正大   | 鈴木隆                   |
| 1987年11月29日 | 京都   | 芝2000m | オープン | ハシケンエルド     | 牡4  | 2:02.5 | 松本達也   | 中尾正     | 橋本博                   |
| 1988年11月27日 | 京都   | 芝2000m | オープン | ハッピースズラン   | 牝3  | 2:02.1 | 田原成貴   | 湯浅三郎   | 柳井百子                 |
| 1989年11月26日 | 京都   | 芝2000m | オープン | マロングラッセ     | 牝5  | 2:00.8 | 岡潤一郎   | 庄野穂積   | 栗林英雄                 |
| 1990年11月25日 | 京都   | 芝2000m | オープン | ダイユウサク       | 牡5  | 2:00.1 | 熊沢重文   | 内藤繁春   | 橋元幸平                 |
| 1991年11月24日 | 京都   | 芝2000m | オープン | ラッキーゲラン     | 牡5  | 2:06.4 | 内田浩一   | 池江泰郎   | ロイヤルファーム         |
| 1992年11月29日 | 京都   | 芝2000m | オープン | オースミロッチ     | 牡5  | 2:00.3 | 松本達也   | 中尾正     | 山路秀則                 |
| 1993年11月28日 | 京都   | 芝2000m | オープン | トーワナゴン       | 牝4  | 2:00.8 | 小谷内秀夫 | 佐山優     | 斉藤一郎                 |
| 1994年11月27日 | 京都   | 芝2000m | オープン | タマモハイウェイ   | 牡4  | 1:59.6 | 四位洋文   | 吉永忍     | タマモ                   |
| 1995年11月26日 | 京都   | 芝2000m | オープン | ユウトウセイ       | 牡5  | 2:00.9 | 塩村克己   | 田中章博   | アイテツ                 |
| 1996年11月24日 | 京都   | 芝2000m | オープン | ユウトウセイ       | 牡6  | 2:00.4 | 塩村克己   | 田中章博   | アイテツ                 |
| 1997年11月15日 | 京都   | 1800m   | オープン | プレミアムサンダー | 牡3  | 1:48.4 | 武豊       | 大沢真     | 中西宏彰                 |
| 1998年11月21日 | 京都   | 1800m   | オープン | オースミジェット   | 牡4  | 1:50.5 | 四位洋文   | 白井寿昭   | 山路秀則                 |
| 1999年11月20日 | 京都   | 1800m   | オープン | ワールドクリーク   | 牡4  | 1:51.6 | 加藤和宏   | 新井仁     | インターナショナルホース |
| 2000年11月18日 | 京都   | 1800m   | オープン | ホクセツキング     | 騸4  | 1:50.2 | 秋山真一郎 | 坂田正行   | 平島尚武                 |
| 2001年11月17日 | 京都   | 1800m   | オープン | タマモルビーキング | 牡3  | 1:51.3 | 小林徹弥   | 川村禎彦   | タマモ                   |
| 2002年11月16日 | 京都   | 1800m   | オープン | エアピエール       | 牡6  | 1:52.2 | 藤田伸二   | 田村康仁   | ラッキーフィールド       |
| 2003年11月22日 | 京都   | 1800m   | オープン | タイムパラドックス | 牡5  | 1:51.6 | 安藤勝己   | 松田博資   | (有)社台レースホース     |
| 2004年11月20日 | 京都   | 1800m   | オープン | エンシェントヒル   | 牝3  | 1:50.7 | 生野賢一   | 松元茂樹   | (有)キャロットファーム   |
| 2005年11月19日 | 京都   | 1800m   | オープン | ベラージオ         | 牡6  | 1:50.3 | 松永幹夫   | 高市圭二   | 金子真人ホールディングス |
| 2006年11月18日 | 京都   | 1800m   | オープン | カフェオリンポス   | 牡5  | 1:50.9 | 四位洋文   | 松山康久   | 西川光一                 |
| 2007年11月17日 | 京都   | 1800m   | オープン | ロングプライド     | 牡3  | 1:51.3 | 武豊       | 小野幸治   | 中井敏雄                 |
| 2008年11月24日 | 京都   | 1800m   | オープン | エスポワールシチー | 牡3  | 1:50.8 | 佐藤哲三   | 安達昭夫   | 友駿ホースクラブ         |
| 2009年11月21日 | 京都   | 1800m   | オープン | シルクメビウス     | 牡3  | 1:49.6 | 田中博康   | 領家政蔵   | (有)シルク               |

なお、同名の条件級競走が過去に東京競馬場などで行われたことがある。

#### 各回競走結果の出典
- JRA年度別全成績
  - みやこステークス
    - （2021年）“第5回 阪神競馬 第2日” (PDF).   日本中央競馬会. p. 6. 2021年11月8日閲覧。（索引番号：32023）
    - （2020年）“第5回 阪神競馬 第2日” (PDF).   日本中央競馬会. p. 6. 2020年11月9日閲覧。（索引番号：32023）
    - （2019年）“第5回 京都競馬 第2日” (PDF).   日本中央競馬会. p. 6. 2019年11月4日閲覧。（索引番号：31023）
    - （2017年）“第5回 京都競馬 第2日” (PDF).   日本中央競馬会. p. 6. 2017年11月6日閲覧。（索引番号：30023）
    - （2016年）“第5回 京都競馬 第2日” (PDF).   日本中央競馬会. p. 6. 2015年11月9日閲覧。（索引番号：31023）
    - （2015年）“第5回 京都競馬 第2日” (PDF).   日本中央競馬会. p. 6. 2015年11月9日閲覧。（索引番号：31023）
    - （2014年）“第5回 京都競馬 第2日” (PDF).   日本中央競馬会. p. 6. 2015年11月2日閲覧。（索引番号：31023）
    - （2013年）“第5回 京都競馬 第2日” (PDF).   日本中央競馬会. p. 6. 2015年11月2日閲覧。（索引番号：31023）
    - （2012年）“第5回 京都競馬 第2日” (PDF).   日本中央競馬会. p. 6. 2015年11月2日閲覧。（索引番号：31023）
    - （2011年）“第6回 京都競馬 第2日” (PDF).   日本中央競馬会. p. 6. 2015年11月2日閲覧。（索引番号：33023）
    - （2010年）“第6回 京都競馬 第2日” (PDF).   日本中央競馬会. p. 11. 2015年11月2日閲覧。（索引番号：32023）

  - トパーズステークス
    - （2009年）“第5回 京都競馬 第5日” (PDF).   日本中央競馬会. p. 11. 2015年11月2日閲覧。（索引番号：32059）
    - （2008年）“第5回 京都競馬 第6日” (PDF).   日本中央競馬会. p. 11. 2015年11月2日閲覧。（索引番号：32071）
    - （2007年）“第5回 京都競馬 第5日” (PDF).   日本中央競馬会. p. 11. 2015年11月2日閲覧。（索引番号：32059）
    - （2006年）“第6回 京都競馬 第5日” (PDF).   日本中央競馬会. p. 11. 2015年11月2日閲覧。（索引番号：32059）
    - （2005年）“第5回 京都競馬成績集計表” (PDF).   日本中央競馬会. pp. 3563-3564. 2015年11月2日閲覧。（索引番号：32059）
    - （2004年）“第5回 京都競馬成績集計表” (PDF).   日本中央競馬会. pp. 3586-3587. 2015年11月2日閲覧。（索引番号：32059）
    - （2003年）“第5回 京都競馬成績集計表” (PDF).   日本中央競馬会. p. 3543. 2015年11月2日閲覧。（索引番号：32059）
    - （2002年）“第5回 京都競馬成績集計表” (PDF).   日本中央競馬会. pp. 3393-3394. 2015年11月2日閲覧。（索引番号：31059）
- netkeiba.comより（最終閲覧日：2014年11月10日）
  - トパーズステークス
    - 1983年、1984年、1985年、1986年、1987年、1988年、1989年、1990年、1991年、1992年、1993年、1994年、1995年、1996年、1997年、1998年、1999年、2000年、2001年、2002年、2003年、2004年、2005年、2006年、2007年、2008年、2009年

  - みやこステークス
    - 2010年、2011年、2012年、2013年、2014年、2015年、2016年